# Noordwelle
Noordwelle est un village appartenant à la commune néerlandaise de Schouwen-Duiveland, situé dans la province de la Zélande. Le 2 janvier 2008, le village comptait 344 habitants.
Noordwelle était une commune indépendante jusqu'au 1er janvier 1961. À cette date, la commune fusionna avec Burgh, Haamstede, Renesse et Serooskerke pour former la nouvelle commune de Westerschouwen.